# ぺとぺとさん
『ぺとぺとさん』は、木村航による日本のライトノベル。イラストはYUGが担当。ファミ通文庫（エンターブレイン）より2004年2月から2005年12月まで刊行された。メディアミックスとして、2005年7月から10月上旬にかけて「ぺとぺとさん」と「さよなら、ぺとぺとさん」を原本にしたUHFアニメが放送。また、マジキューによる連載や企画も展開された。

## 作品概要
作品は人間と妖怪が共存する田舎町を舞台に、この住民の日常生活を描く。妹が多いとされ、「女未（にょみ）の里」と呼ばれる鮎川町（あゆかわまち）の中学校「大曲垣峠（おおまがきとうげ）中等教育総合校（通称マガ校）」に転校した女子中学生ぺと子を中心にストーリーを展開する。

### 物語の舞台
物語の舞台は山河に囲まれ、工場と山寺が豊富にある、鮎川町。この町の多くに存在するのは「妹」で、2子以上を持っている家庭の第2子以降に出産する性別の10割が女児で、統計を取り始めた1920年以降、不変の数字を誇っている。
それだけしか取り得のない（とされる）この町の名物イベント「ミスにょみの里コンテスト（通称・ミにょコン）」が毎年行われる。参加資格は町内在住・未婚・兄、若しくは姉がいる女性（つまり妹にあたる女性）。最近は特定種族（いわゆる妖怪）の参加も可能になった。神奈川県にあるという設定。

## 主な登場人物
ぺと子（ぺとこ）
声 - 植田佳奈
主人公。本名・藤村鳩子（ふじむら はとこ）。妖怪ぺとぺとさん（べとべとさんの子孫）で、愛しい者と触れ合うとペトペトとくっつく（作品では「ぺとる」と表現する）妖怪。関西弁で話す明朗な性格の女子中学生。妖怪（母）と人間（父）のハーフ。本人か相手が寝ればペトペトは取れる。奈良から夜逃げして、鮎川町に引っ越してきた。姿の見えない姉が25〜26人位いるらしい。
シンゴ
声 - 大須賀純
本名・大橋真吾（おおはし しんご）。ぺと子が初めてぺとった友達。困った人を見かけたら目が離せないしっかり者。しかし自分のことは二の次にしている。料理が得意。
沙原くぐる（さはら くぐる）
声 - 宮川美保
カッパ娘。実家から出奔し、ぺと子と同時期に転校してきた。ぺと子が2番目にぺとった友達。独特な博多弁で会話し、自分の思ったことはすぐ口にしてしまう毒舌家。好きな人に対しては言葉遣いが乱雑になる。いわゆるツンデレ系。一人称は「オレ」。幼名、れんれん丸。
沙原ちょちょ丸（さはら ちょちょまる）
声 - 猪口有佳
くぐるの妹。7歳にして博多川中沙原興業の社長を務める。全国に4万4千人の舎弟がいる大親分。カッパだが泳ぐのが下手。
ぬりちゃん
声 - なし
本名・真壁ぬりえ（まかべ ぬりえ）。妖怪ぬりかべ。ぺと子とはぺとらない唯一の親友。言葉を一切喋らず広い額に文字を映す。実はボディは念力でつくったもの。
こぬりちゃん
声 - なし
ぬりちゃんの妹で、身長約10cm。一文字のみ額に字を映すことができる。ぺと子に好意を持っている。
大橋智恵（おおはし ちえ）
声 - 斎藤千和
シンゴの妹で、小学6年生。シンゴとは対照的に凶暴。妖怪をとても嫌う。鮎川町主催のイベントに参加するが、露骨に嫌な顔を見せている。
友里明日香（ゆり あすか）
声 - 雪野五月
ぺと子たちのクラスの担任教師（2年C組）で英語担当。通称トモちゃん。難題といえる人間と妖怪（いわゆる特定種族）の教育を両立させた偉大なる人物。沖縄出身。
藤村まる子（ふじむら まるこ）
声 - 金月真美
ぺと子の母親で、やはり妖怪。自由自在に身体の色の濃淡を変化させることができ透明にもなれる。また、ナイスバディを活かして体操着姿を披露したこともある（アニメ版11・12話）。昔は「美智子（みちこ）」と名乗っていた。
藤村都丹雄（ふじむら とにお）
声 - 島田敏
ぺと子の父親で、れっきとした人間。藤村姓は自称で本名は鈴木与作。職業はセールスマンで、見た目も怪しい発明商品を買い付けている。ぺと子とまる子とは別行動で鮎川町に来ることになっていた。
大橋真一（おおはし しんいち）
声 - 田中秀幸
シンゴと智恵の父親で、鮎川町役場の職員。イベント計画にも積極的。
大橋智佳子（おおはし ちかこ）
声 - 永島由子
シンゴと智恵の母親。保健施設職員の仕事をしている。
前田カンナ（まえた カンナ）
声 - 川澄綾子
クラスナンバーワンの妖怪嫌いの生徒。特定種族との教育に疑問を抱いている。ポニーテールの髪型とナイスバディの持ち主。
赤沢清美（あかざわ きよみ）
声 - 桑谷夏子
妖怪れろれろ。あかなめの子孫であり潔癖症。クラス委員兼生徒会の風紀委員を務めており、容赦なくガンガン発言する。
小田嶋美由紀 （おだしま みゆき）
声 - 久嶋志帆
クラスの中でかなりのおしゃべり。他人からすればお節介だと思われるほどの世話焼き。ソフトボール部所属で、ポジションは捕手。
橘光至（たちばな こうじ）
声 - 吉野裕行
クラス一のインターネットおたく。仙人になりたいという願望を本気で持つ。
加藤竜太（かとう りゅうた）
声 - 原沢勝広
シンゴの悪友で、ナイスガイでありながらスケベ。彼女を欲しがっている。関谷に対して師匠と呼んでいる。2年C組少数の一人っ子。
守口ジェレミー（もりぐち ジェレミー）
声 - 谷山紀章
妖怪ずんべらぼう（のっぺらぼう）。常にプロレスの覆面を被っている。頭部はヘアースタイルから顔つきまで変幻自在で、どんな頭にも変えることができる。お調子者であり、日本の妖怪なのに英語が達者。
関谷現右衛門定任（せきや げんえもんさだとう）
声 - 田坂秀樹
幕末生まれの侍ゾンビ。自称名医ゆえに独特の薬品臭が漂う。向学心旺盛の持ち主。
和賀八郎（わが はちろう）
声 - 石田彰
妖怪ざしきわらし。クラスいちの美少年にして幽霊生徒。他人の秘密を皆に言いふらす油断大敵な人物。
ユーちゃん
声 - 新谷良子
本名・守口雄一（もりぐち ゆういち）。男性的な名前だが、れっきとした女の子で妖怪。守口ジェレミーの妹。
前田罫市（まえた けいいち）
声 - 森川智之
カンナの父。地元紙「あゆかわタイムス」の社会部デスクを務めている。
前田言海（まえた ことみ）
声 - 森久保祥太郎
カンナの兄。現在東京在住の大学生。
楠由良々（くすのき ゆらら）
声 - 野田順子
言海の彼女。妖怪。

## 既刊一覧
- 木村航（著）・YUG（イラスト）、エンターブレイン〈ファミ通文庫〉、全5巻
  - 『ぺとぺとさん』、2004年3月3日初版発行（2月20日発売[5]）、ISBN 4-7577-1747-4
  - 『さよなら、ぺとぺとさん』、2004年7月1日初版発行（6月19日発売[6]）、ISBN 4-7577-1900-0
  - 『かえってきた、ぺとぺとさん1 フーコの空』、2005年7月1日初版発行（6月20日発売[7]）、ISBN 4-7577-2319-9
  - 『かえってきた、ぺとぺとさん2 まっくらやみのピィ』、2007年8月11日初版発行（7月30日発売[8]）、ISBN 4-7577-2355-5
  - 『ぺとぺとさん V』、2006年1月4日初版発行（2005年12月24日発売[9]）、ISBN 4-7577-2554-X

## アニメ
2005年7月から同年10月まで、独立UHF局、キッズステーションにて放送された。
XEBEC M2が初めて制作を主導した作品で、XEBEC M2とジェンコが組んでの制作も今作が初めてである。この組み合わせは、後に2007年4月より放送される『ひとひら』でも実現した。

### スタッフ
- 原作 - 木村航（「ぺとぺとさん」 ファミ通文庫 エンターブレイン刊）[3]
- 企画 - 真木太郎、永田勝治、臼井久人、青柳昌行
- 監督 - 西森章[3]
- シリーズ構成 - 笹野恵[3]
- キャラクター原案 - YUG[3]
- キャラクターデザイン・総作画監督 - とみながまり[3]
- 美術監督 - 飯島由樹子[3]
- 色彩設計 - 長坂恵[3]
- プロップデザイン - 古田誠
- 撮影監督 - 広瀬勝利[3]
- 編集 - 辺見俊夫
- 音響監督 - 鶴岡陽太[3]
- 音楽 - 栗原正己[3]
- 演奏 - 栗コーダーポップスオーケストラ[3]
- アニメーションプロデューサー - 本橋秀之[3]
- プロデューサー - 大澤信博、堀内麻紀、川村仁、森ユキ、下地志直
- プロデュース - ジェンコ[3]
- アニメーション制作 - XEBEC M2[3]
- 製作 - にょみプロジェクト[3]（メディアファクトリー[4]、東芝エンタテインメント[4]、エンターブレイン[4]、ジェンコ[4]）

### 主題歌
オープニングテーマ「知ラナイナイ空」
作詞・歌 - さねよしいさ子 / 作曲・編曲 - 伊藤真澄
エンディングテーマ「帰り道」
作詞・作曲・歌 - さねよしいさ子 / 編曲 - 伊藤真澄

### 各話リスト
| 話数 | サブタイトル             | 脚本     | 絵コンテ       | 演出           | 作画監督          | 原作                 |
| ---- | ------------------------ | -------- | -------------- | -------------- | ----------------- | -------------------- |
| 1    | おはよーさーん           | 笹野恵   | 西森章         | えんどうてつや | とみながまり      | ぺとぺとさん         |
| 2    | 特定種族                 | 笹野恵   | えんどうてつや | 篠崎康行       | 井口忠一 石川健朝 | ぺとぺとさん         |
| 3    | ミントもしくはラベンダー | 山田由香 | 中津環         | 中津環         | 古田誠            | ぺとぺとさん         |
| 4    | 家庭の事情               | 樋口達人 | 四谷光宏       | 石倉賢一       | 大島美和          | ぺとぺとさん         |
| 5    | ミにょコン               | 笹野恵   | 平田豊         | 喜多幡徹       | 石井ゆみこ        | ぺとぺとさん         |
| 6    | 姉と妹                   | 笹野恵   | えんどうてつや | 中村里美       | 清水博幸          | ぺとぺとさん         |
| 7    | ちりんちりん             | 樋口達人 | 西森章         | 飯村正之       | 吉田誠            | さよならぺとぺとさん |
| 8    | サマーキャンプ           | 山田由香 | 中津環         | 小坂春女       | 大島美和          | さよならぺとぺとさん |
| 9    | 一日署長                 | 笹野恵   | 喜多幡徹       | 福本潔         | 内田信也          | さよならぺとぺとさん |
| 10   | スカウト                 | 山田由香 | 小坂春女       | 中村里美       | 長屋侑利子        | さよならぺとぺとさん |
| 11   | 『いもてん』お試し版     | 樋口達人 | 大槻敦史       | 大槻敦史       | 石川健朝          | さよならぺとぺとさん |
| 12   | プロジェクト・アケガラス | 笹野恵   | 仕舞屋鉄       | 飯村正之       | 古田誠            | さよならぺとぺとさん |
| 13   | さよなら、ぺとぺとさん   | 笹野恵   | 西森章         | 西森章         | とみながまり      | さよならぺとぺとさん |

### 放送局
| 放送地域 | 放送局             | 放送期間                | 放送日時                 |
| -------- | ------------------ | ----------------------- | ------------------------ |
| 埼玉県   | テレビ埼玉         | 2005年7月8日 - 9月30日  | 金曜 26時00分 - 26時30分 |
| 千葉県   | ちばテレビ         | 2005年7月12日 - 10月4日 | 火曜 25時30分 - 26時00分 |
| 日本全域 | キッズステーション | 2005年7月13日 - 10月5日 | 水曜 24時00分 - 24時30分 |
| 愛知県   | テレビ愛知         | 2005年7月13日 - 10月5日 | 水曜 26時28分 - 26時58分 |
| 神奈川県 | テレビ神奈川       | 2005年7月14日 - 10月6日 | 木曜 25時15分 - 25時45分 |
| 兵庫県   | サンテレビ         | 2005年7月14日 - 10月6日 | 木曜 26時05分 - 26時35分 |

### 関連商品
DVDは全7巻がリリースされている。第1巻は初回のみプロモーション映像などの特典映像ディスクが付属する2枚組仕様のほか、木村航の書き下ろしミニ小説とポストカードセットを掲載したブックレットが配布され、第4巻には初回製造特典スペシャルCD-ROMが付いてきた。

### サウンドトラックCD
- TVアニメ「ぺとぺとさん」 オリジナルサウンドトラック 2005年9月22日
- TVアニメ「ぺとぺとさん」 オリジナルサウンドトラック Vol.2 2005年10月26日

## ドラマCD
〜にょみの里より愛をこめて〜
ジェネオンエンタテインメント LHCA-5019 2005年10月
アニメとキャスト、スタッフが同じで、ストーリーはドラマCDオリジナル。レーベルはメロウヘッド 。

## その他
- プロジェクト レヴォリューション - ブロッコリーと富士見書房制作のカードゲームにエンターブレインパックで参戦している。